# Erik Larsen (tennisspiller)
 For alternative betydninger, se Erik Larsen (flertydig). (Se også artikler, som begynder med Erik Larsen)
Erik Øckenholt Larsen (23. august 1880 i København - ? London) var en dansk tennisspiller medlem af KB.
Erik Larsen vandt i 1905-1908 fire danske mesterskab i tennis.
Han deltager som den første dansker i Wimbledon i 1905.
I 1907 nåede han ved det tyske mesterskaber, "All-Comers finalen", men tabte Otto Froitzheim.
Han deltog ved OL i 1912 i Stockholm og stillede både op i single og mixed double med Sofie Castenschiold.
I 1913 nåede han sit bedste resultat i Wimbledon ved at nå anden runde.
Samme år nåede han finalen i det britiske indendørs mesterskab, British Covered Court Championships, men tabte i fire sæt til Percival Davson.